# HWY: An American Pastoral
HWY: An American Pastoral (укр. Автодорога: Американська пастораль) — п'ятдесятихвилинний експериментальний документальний фільм лідера музичного гурту The Doors Джима Моррісона, знятий у жанрі прямого кіно (англ. direct cinema); у ньому Моррісон є також виконавцем головної ролі подорожуючого автостопом. Зйомки проходили в пустелі Мохаве та в Лос-Анджелесі протягом весни — літа 1969.

## Сюжет
На початку стрічки головний герой (Джим Моррісон) прямує від ставка через гори та опиняється на автомагістралі. Даремно намагаючись спіймати автомобіль, Моррісон іде вздовж дороги; водночас його голос за кадром розповідає історію про те, як він ще в дитинстві став свідком аварії, в якій загинули індіанці. Опинившись біля каркаса автомобіля, що застряг у пісках пустелі, мандрівник нарешті ловить автівку. Далі показуються місцеві краєвиди, книжкова крамниця, в яку заїхав Моррісон, та станція автозаправки, на якій головний герой припаркував свій автомобіль. У проміжку між двома останніми епізодами показані дорожній інцидент із собакою та сцена, в якій Моррісон бавиться, танцюючи в пустелі з дітьми. Пізно ввечері мандрівник вивчає карту, плануючи свій подальший шлях. Опинившись нарешті в місті, Моррісон телефонує американському поету Майклу Макклуру, якому розповідає, що вбив початкового власника своєї автівки після того, як зупинив її. Наприкінці фільму Моррісон відвідує розважальний заклад. Завершується стрічка нічною панорамою Лос-Анджелеса.

## У ролях
- Джим Моррісон — мандрівник

## Сценарій та покази
Початковий сценарій, опублікований у 1990, має багато відмінностей у порівнянні з кінцевою версією стрічки. Фільм базується на реальному досвіді Моррісона в подорожах автостопом, якого він набув ще у студентські роки. Навчаючись у коледжі, Моррісон регулярно мандрував автостопом з Таллахассі до Клірвотера (штат Флорида), щоби зустрітися зі своєю дівчиною. Моррісон фінансував цю стрічку за допомогою власної компанії HiWay Productions. Випуску кінострічки посприяли також друг Моррісона Пол Феррара, Френк Лісіандро та Бейб Гілл. Продюсером саундтреку виступив композитор Фред Майроу. Саундтрек містить у собі елементи етнічної та світової музики.
Фрагменти стрічки призначалися для використання з метою збору коштів на завершення проєкту. Історії, описаній у фільмі, передувало вбивство в Лос-Анджелесі послідовниками Чарльза Менсона дружини Романа Поланскі Шерон Тейт, яке розкололо американське суспільство. Моррісон показав кінострічку під час чергового, другого перебування в Парижі на початку 1971. Перед цим, у 1970 фільм був показаний у Ванкувері. У 1993 відбувся черговий показ стрічки в Парижі. Аудіоепізод фільму включений до альбому групи The Doors An American Prayer, який вийшов у 1978.

## Образ
На створення образу вплинула історія реального мандрівника-вбивці Біллі Кука, який протягом 1950—51, подорожуючи штатами Міссурі та Каліфорнія, вбив шістьох людей.

## When You're Strange
У 2009 відновлені фрагменти стрічки увійшли в документальний фільм режисера Тома ДіЧілло When You're Strange. Однак повністю фільм не був включений до DVD-диску з When You're Strange, на якому присутня також підбірка документальних записів з Моррісоном. Надалі взагалі не було ніяких об'яв стосовно виходу Американської пасторалі на DVD. Піратські копії HWY: An American Pastoral з таймером у нижній частині екрана можна знайти в Інтернеті.

## Виробництво
Співрежисер стрічки Пол Феррара у своїй книзі Flash of Eden, випущеній у 2007, деталізує всеохопне бачення фільму Моррісоном, анекдотичні випадки, що траплялися під час зйомок, та задоволення «незавершеною» роботою. На YouTube каналі Феррари містяться сцени створення фільму та відео, яке містить текст, що описує історичний контекст, у якому знімався фільм.
Кінострічка відзнята на кіноплівку шириною 35 мм та камеру Arriflex.

## Музика
Автором музики до фільму є композитор Фред Майроу, звукооператором — Брюс Ботнік.

## Саундтрек
Paul & Georgia Ferrara - Bald Mountain.

## Сценарій
Jim Morrison: The Hitchhiker (An American Pastoral). In: The American Night. The Writings of Jim Morrison. Viking, London 1990, p. 69–82.